# Georgi Todorov

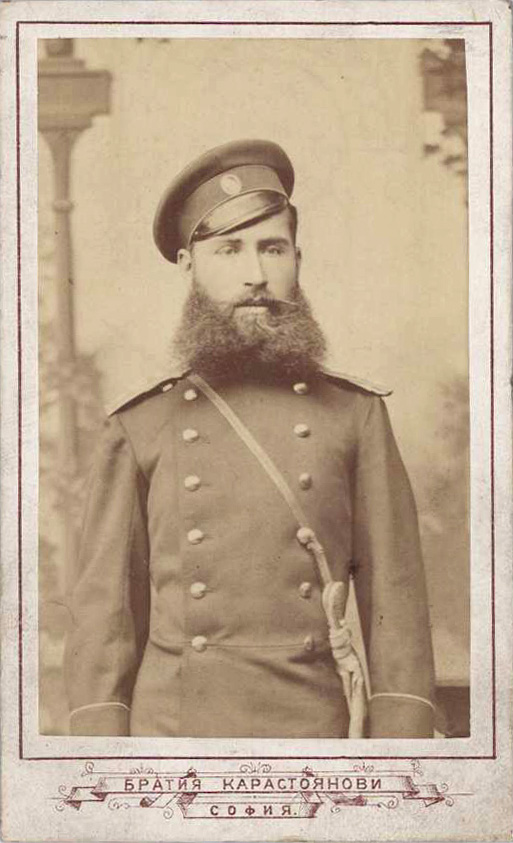
Georgi Todorov

Georgi Stojanov Todorov (Георги Стоянов Тодоров), född 10 augusti 1858 i Bolgrad, Bessarabien, Kejsardömet Ryssland, död 16 november 1934 i Sofia, Kungariket Bulgarien, var en bulgarisk militär.
Todorov blev officer 1879, deltog med utmärkelse i kriget mot Serbien 1885, var 1909 överste och chef för sjunde infanterifördelningen, blev 1910 generalmajor och förde som sådan på ett framstående sätt sin fördelning i de båda Balkankrigen 1912–13. Samma år blev han generalinspektör för armén och 1915 generallöjtnant.
Under första världskriget förde Todorov 1915 andra bulgariska armén i Serbien och Makedonien och blev hösten samma år överbefälhavare över en armégrupp (andra, tredje och fjärde arméerna) på sydvästfronten. Med denna besegrade han den 10–12 december samma år orientarmén i slaget vid Vardar och drev denna in på grekiskt område.  Åren 1916–17 förde han andra armén på Thessaloníkifronten. Samma år blev han general vid infanteriet. Under tiden december 1917 till augusti 1918 var han chef för tredje armén. I oktober 1918 efterträdde han general Nikola Zjekov som överbefälhavare. Efter vapenstilleståndet blev han adjutant hos kung Boris III. I oktober 1919 erhöll han avsked.